# قائمة قلاع لبنان
يوجد عدد من المباني الأثرية اللبنانية التي يمكن إدراجها تحت تصنيف القلاع والحصون والأبراج وأسوار المدن.

قلعة سان جيل، طرابلس

## قائمة حسب العصر

### العصر الفينيقي

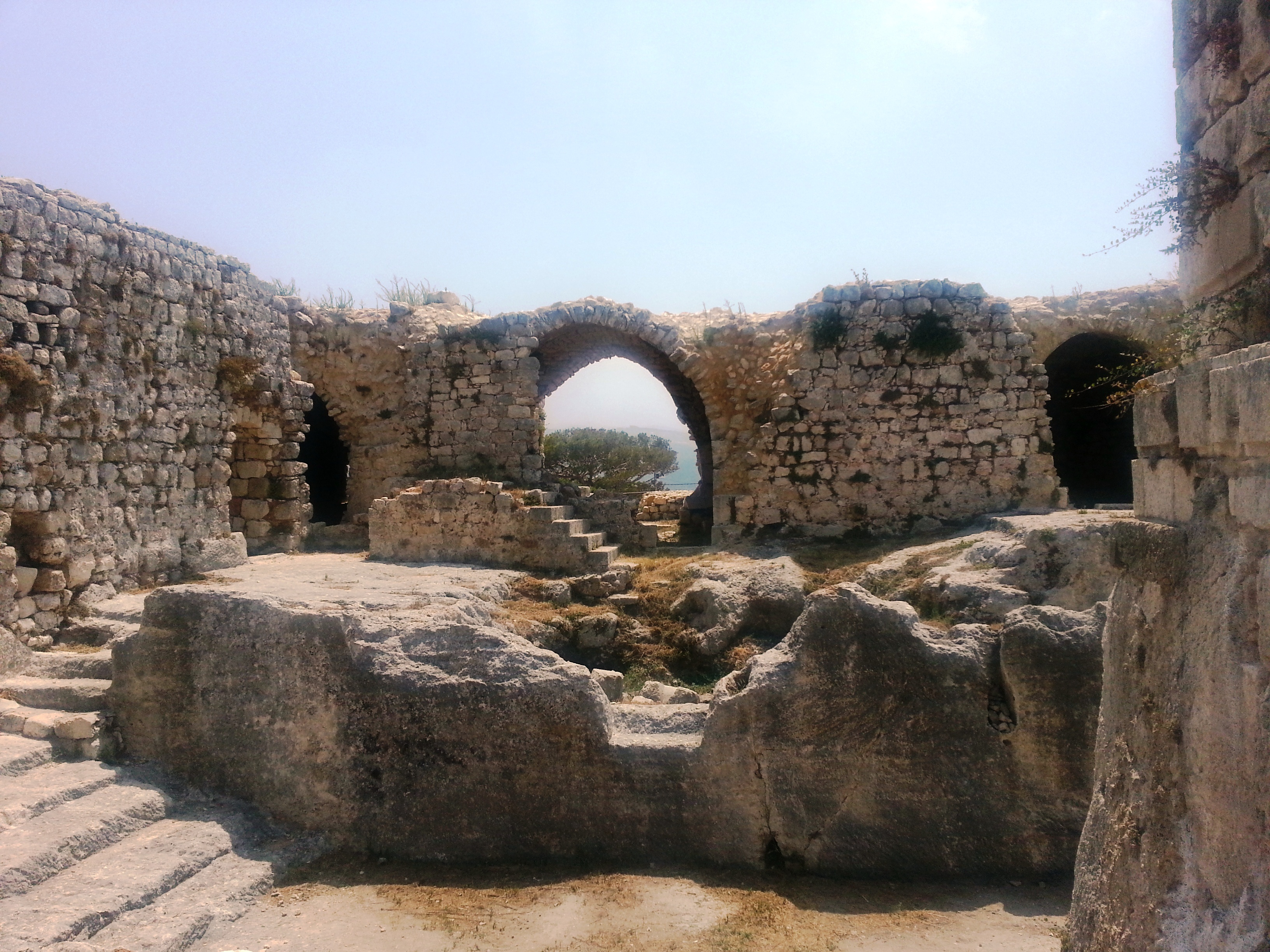
قلعة سمار جبيل

- قلعة تبنين، جنوب لبنان.
- قلعة سمار جبيل،[1] قضاء البترون، محافظة الشمال.
- قلعة عرقة، قضاء عكار، شمال لبنان.
- الحصن الفينيقي في قلعة مارون دير كيفا، دير كيفا، جبل عامل، جنوب لبنان.

### العصر الفارسي
- قلعة جبيل، جبيل، جبل لبنان، 550-330 ق.م

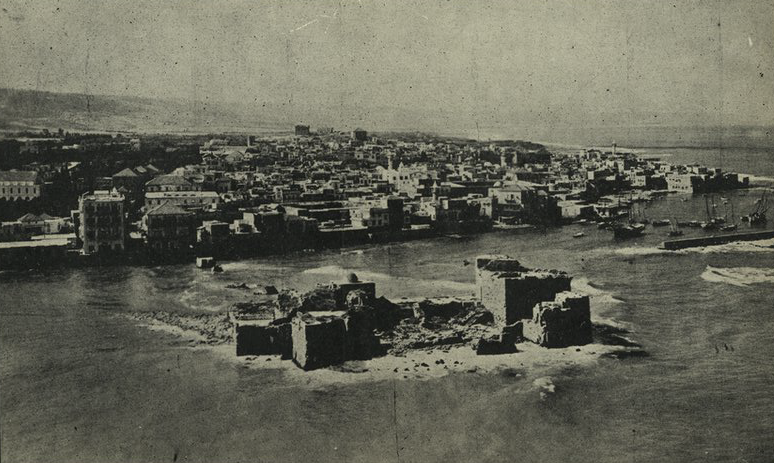
قلعة صيدا، 1947

### العصر الروماني-البيزنطي
- قلعة فقرا،[2] كفردبيان، قضاء كسروان، محافظة جبل لبنان.
- حصن اللبوة،[3] اللبوة، قضاء بعلبك، محافظة بعلبك الهرمل.
- قلعة البسترة،[4] بالقرب من مزارع شبعا، هضبة الجولان.

### العصر العربي
- قلعة ميس "قلعة أبي الحسن"، أنصار، قضاء النبطية، جنوب لبنان.

### العصر الفاطمي
- قلعة عكار،[5] قضاء عكار، شمال لبنان، القرن الحادي عشر الميلادي.
- قلعة المعز، صيدا، جنوب لبنان، القرن العاشر الميلادي.

### عصر الحروب الصليبية

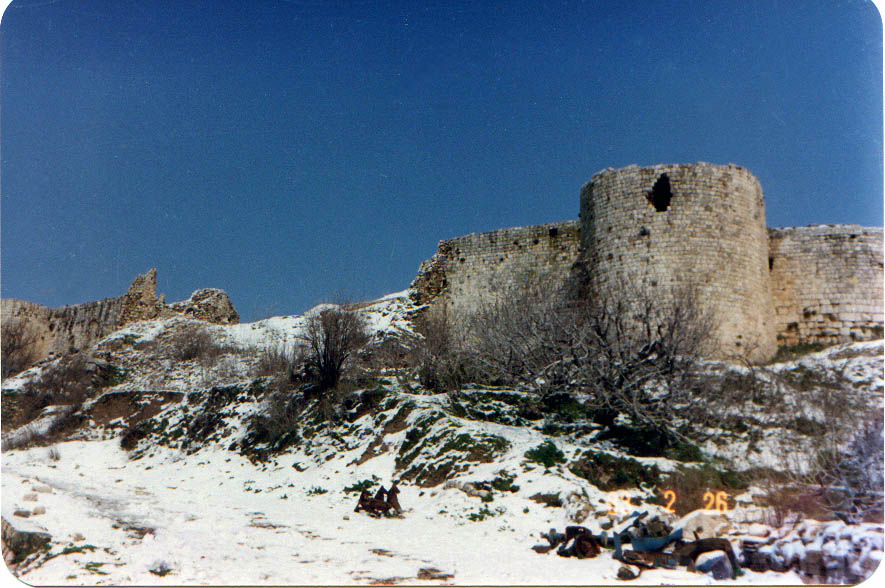
قلعة تبنين الصليبية

- قلعة البترون، البترون، شمال لبنان.
- قلعة الشقيف "شقيف أرنون"، النبطية، جنوب لبنان.
- قلعة نيحا "شقيف تيرون"، قضاء الشوف، جبل لبنان.
- قلعة بيروت، بيروت، القرن الثاني عشر الميلادي.
- قلعة أبو الحصن "بيت الأحزان"، جون، إقليم الخروب.
- قلعة جبيل، جبيل، القرن الثاني عشر الميلادي.
- قلعة طرابلس "قلعة سان جيل"، طرابلس، شمال لبنان، القرن الثاني عشر الميلادي.
- قلعة القليعات، قضاء عكار، شمال لبنان.
- قلعة انفه، انفه، قضاء الكورة، شمال لبنان.
- قلعة تبنين، جنوب لبنان، 1116 م.
- قلعة شمع،[6] قضاء صور، جنوب لبنان، 1107 م.
- قلعة الإسكندرونة،[7] صور، 1124 م.
- قلعة مارون دير كيفا "قلعة ميرون"، دير كيفا، جبل عامل، جنوب لبنان.
- قلعة صيدا البحرية، صيدا، جنوب لبنان، 1228 م.
- قلعة القديس لويس "قلعة صيدا البرية"، صيدا، جنوب لبنان، 1254 م.
- قلعة صربا، صربا، قضاء كسروان.
- قلعة دوبية، شقرا، محافظة النبطية، جنوب لبنان.
- قلعة الشهابية، حاصبيا، وادي التيم، جنوب شرق لبنان.
- حصن المنيطرة، أفقا، قضاء كسروان، جبل لبنان.

### العصر المملوكي
- قلعة برج السباع، طرابلس، شمال لبنان، القرن الخامس عشر الميلادي.

### العصر العثماني
- قلعة الأمير فخر الدين (قلعة قب الياس)، قب الياس، قضاء زحلة، محافظة البقاع.
- قلعة المسيلحة، البترون، شمال لبنان، القرن السابع عشر.
- قلعة مارون دير كيفا، دير كيفا، جبل عامل، جنوب لبنان، 1761 م.[8]
- قلعة ايعال، قضاء زغرتا، شمال لبنان، 1816 م.

### العصر الحديث

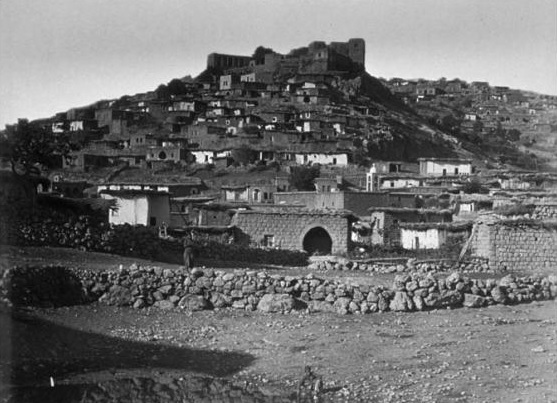
قلعة راشيا في القرن التاسع عشر

- قلعة راشيا، راشيا،[9] البقاع، القرن الثامن عشر الميلادي.[10]
- قلعة موسى
- قلعة القط

## قائمة حسب المكان

### بيروت
- قلعة بيروت
- قلعة بيروت البحرية
- سور المدينة والخندق، القرن التاسع الميلادي.
- برج الأمير جمال
- برج القشلة
- برج البعلبكية
- برج الكشاف
- برج الباشوراء

### محافظة بعلبك الهرمل
- حصن اللبوة

### جبل عامل

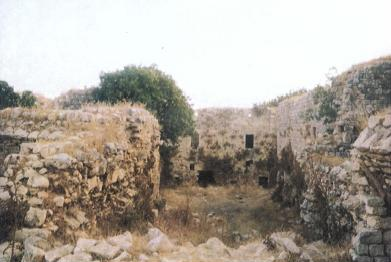
قلعة دوبية

- قلعة الشقيف
- قلعة الشهابية
- قلعة القط
- قلعة تبنين
- قلعة دوبية
- قلعة راشيا
- قلعة شمع
- قلعة مارون دير كيفا
- قلعة ميس

### محافظة جبل لبنان
- قلعة جبيل
- قلعة فقرا
- قلعة نيحا
- حصن المنيطرة
- قلعة موسى
- قلعة صربا

### شمال لبنان

#### طرابلس
- قلعة طرابلس
- برج السبع

#### سمار جبيل
- قلعة سمار جبيل

#### قضاء عكار
- قلعة عرقة
- قلعة القليعات

#### البترون
- قلعة البترون

#### قضاء الكورة
- قلعة انفه

#### البترون
- قلعة المسيلحة

#### زغرتا
- قلعة ايعال

### جنوب لبنان

#### النبطية
- قلعة ميس
- قلعة الشقيف
- قلعة دوبية
- قلعة مارون دير كيفا
- قلعة تبنين

#### صيدا
- قلعة المعز
- قلعة صيدا البحرية

#### صور
- قلعة شمع
- قلعة الاسكندرونة

## معرض الصور

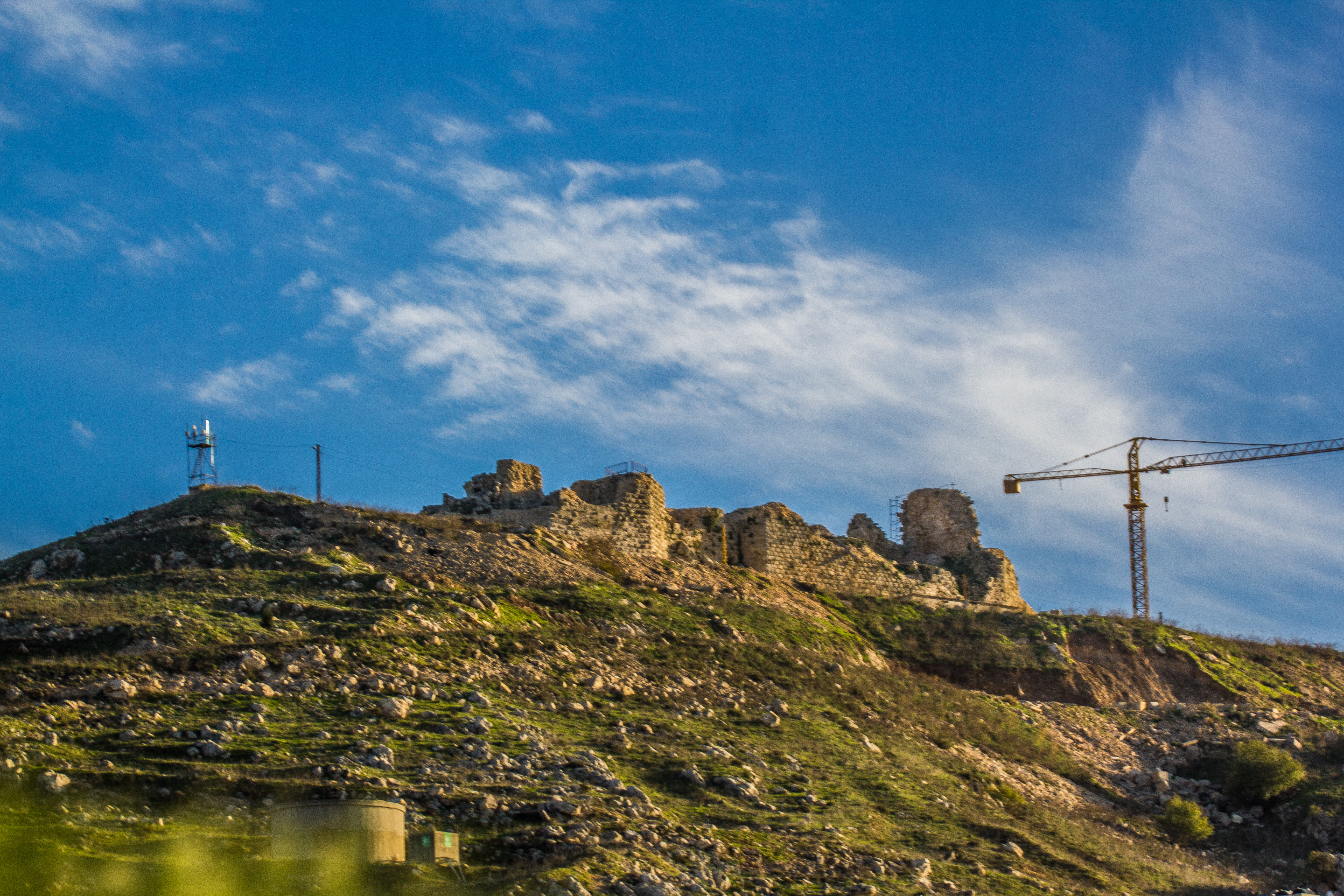
قلعة الشقيف
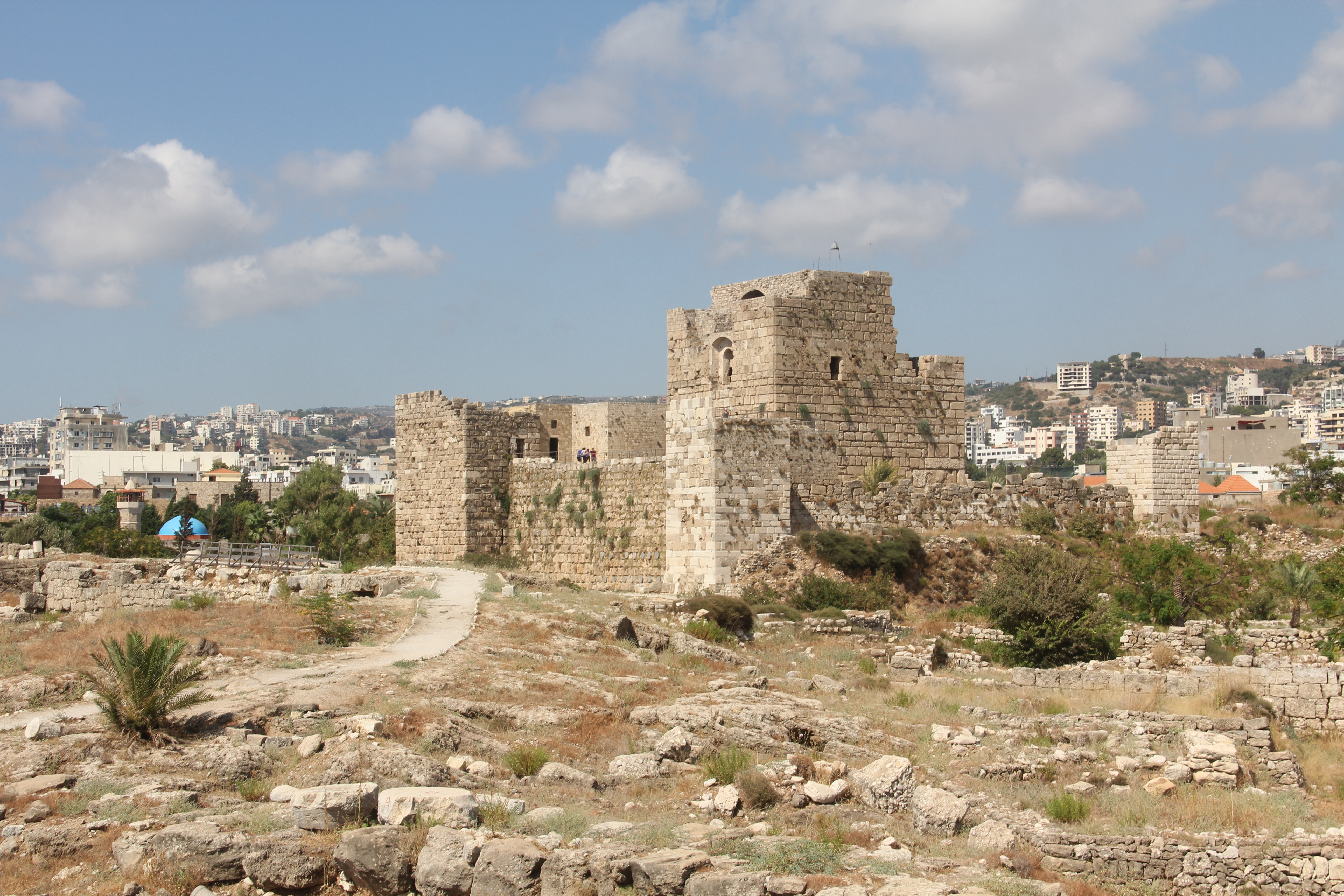
قلعة جبيل
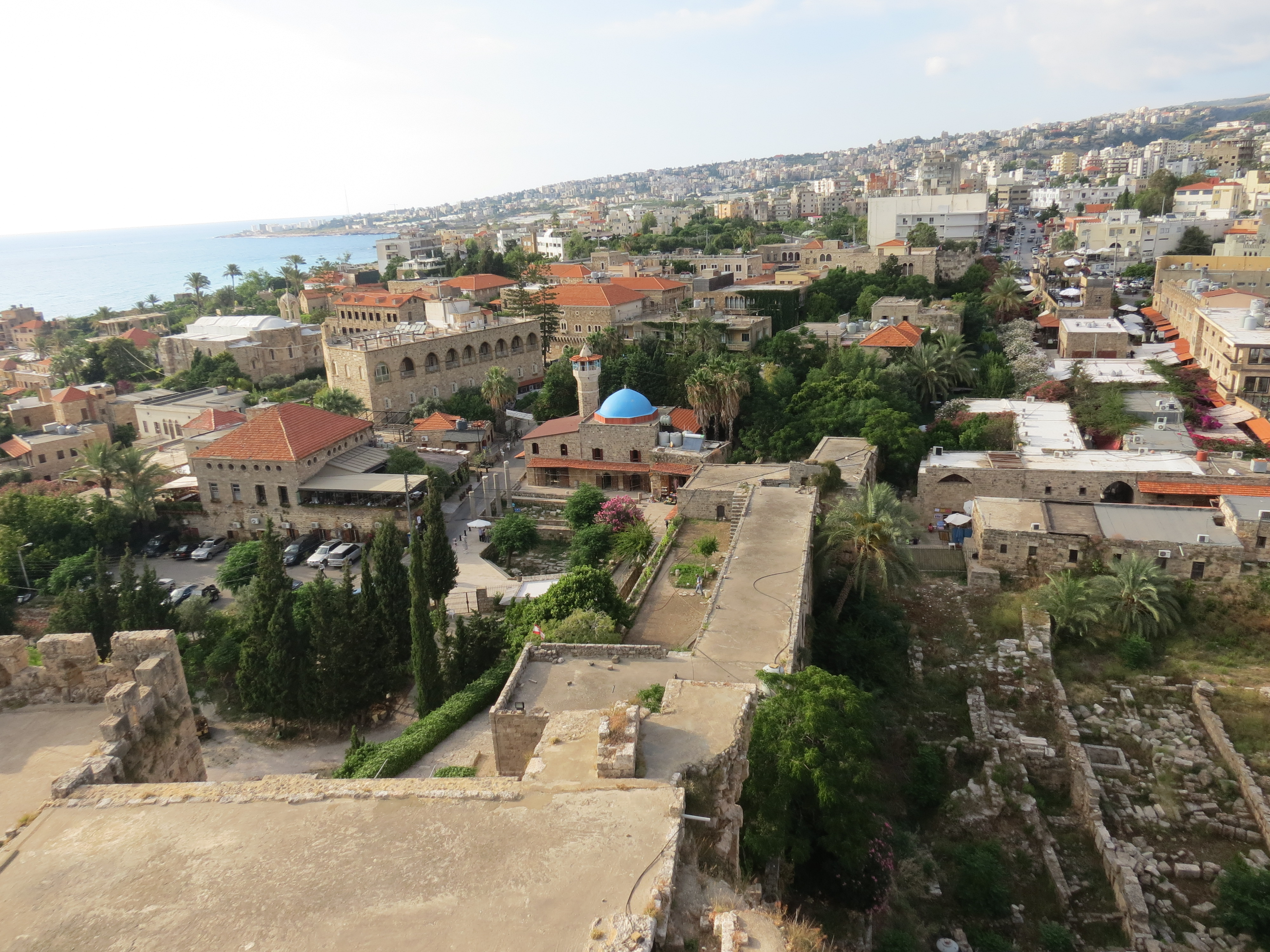
المشهد من أعلى قلعة جبيل
قلعة المسيلحة
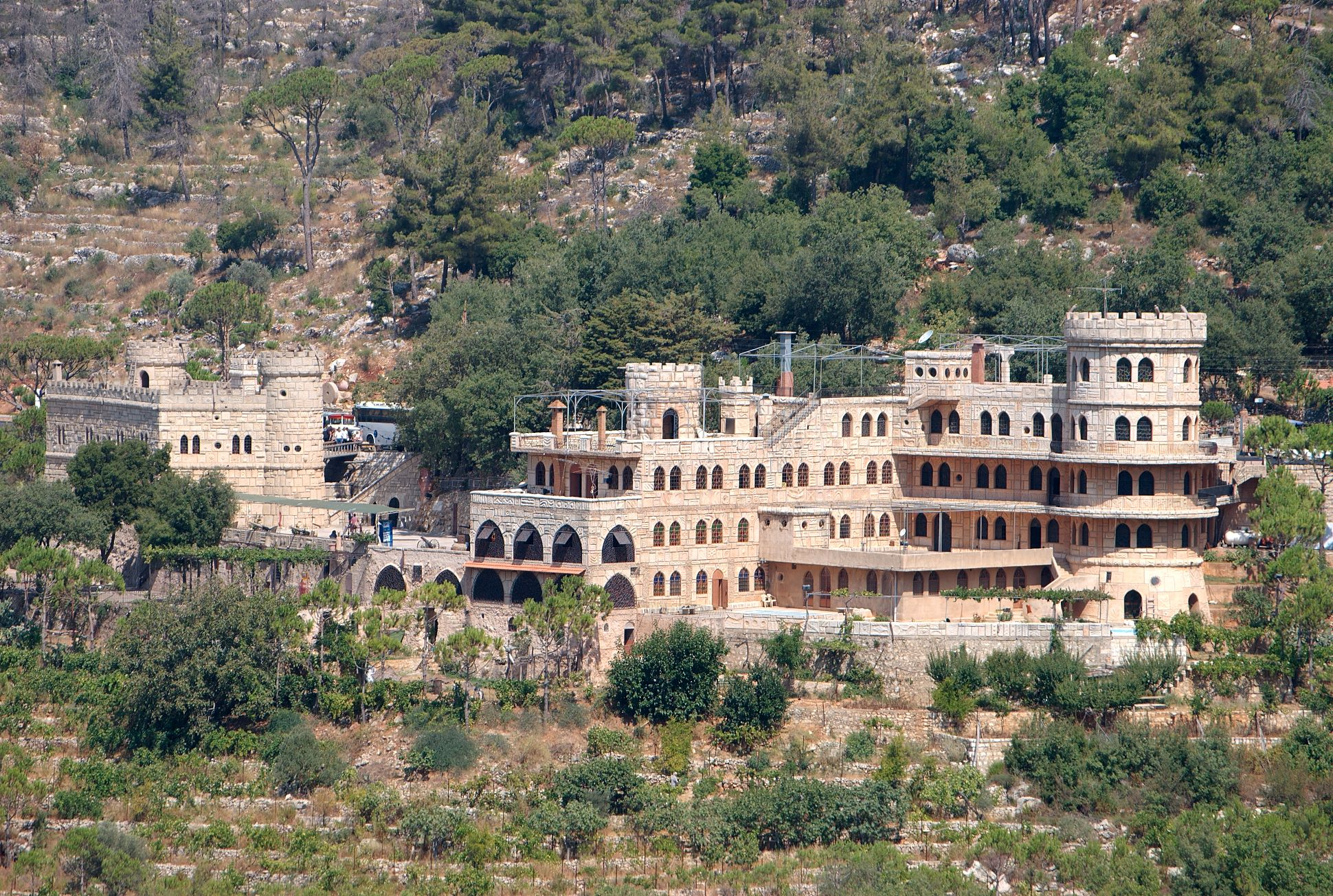
قلعة موسى
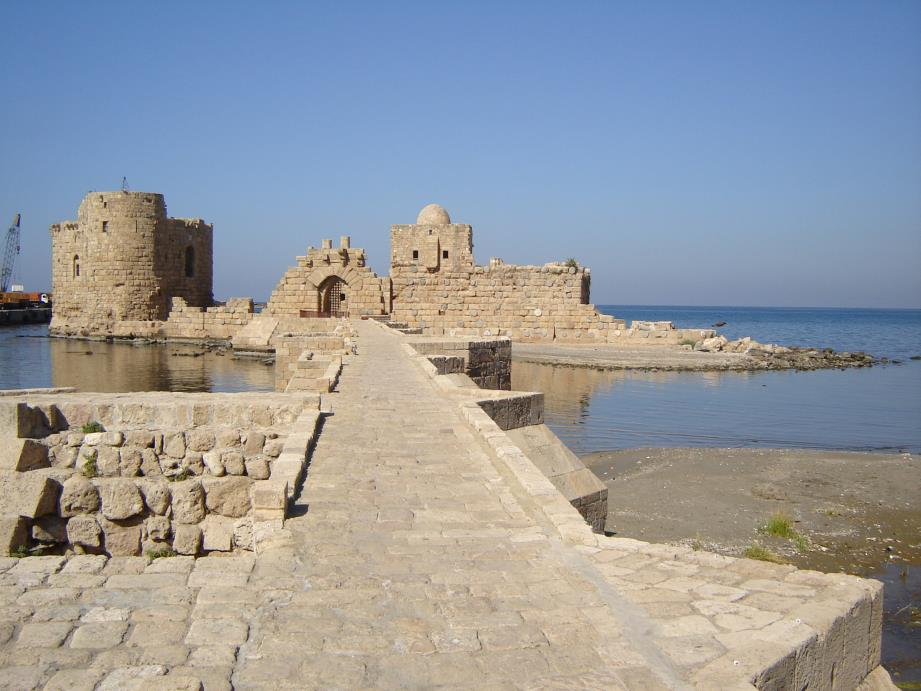
قلعة صيدا البحرية
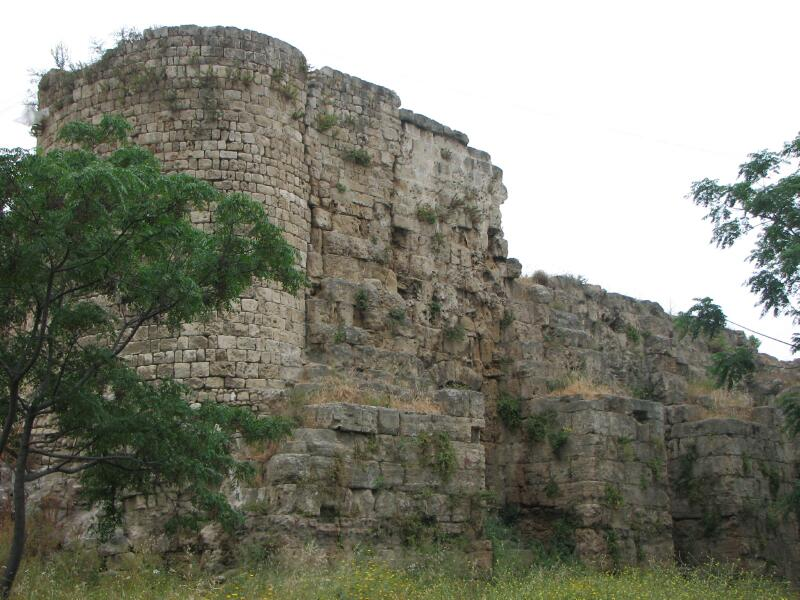
قلعة المعز
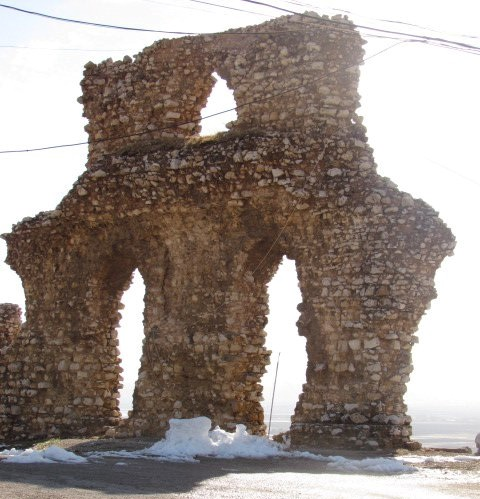
أطلال قلعة الأمير فخر الدين (قلعة قب الياس)
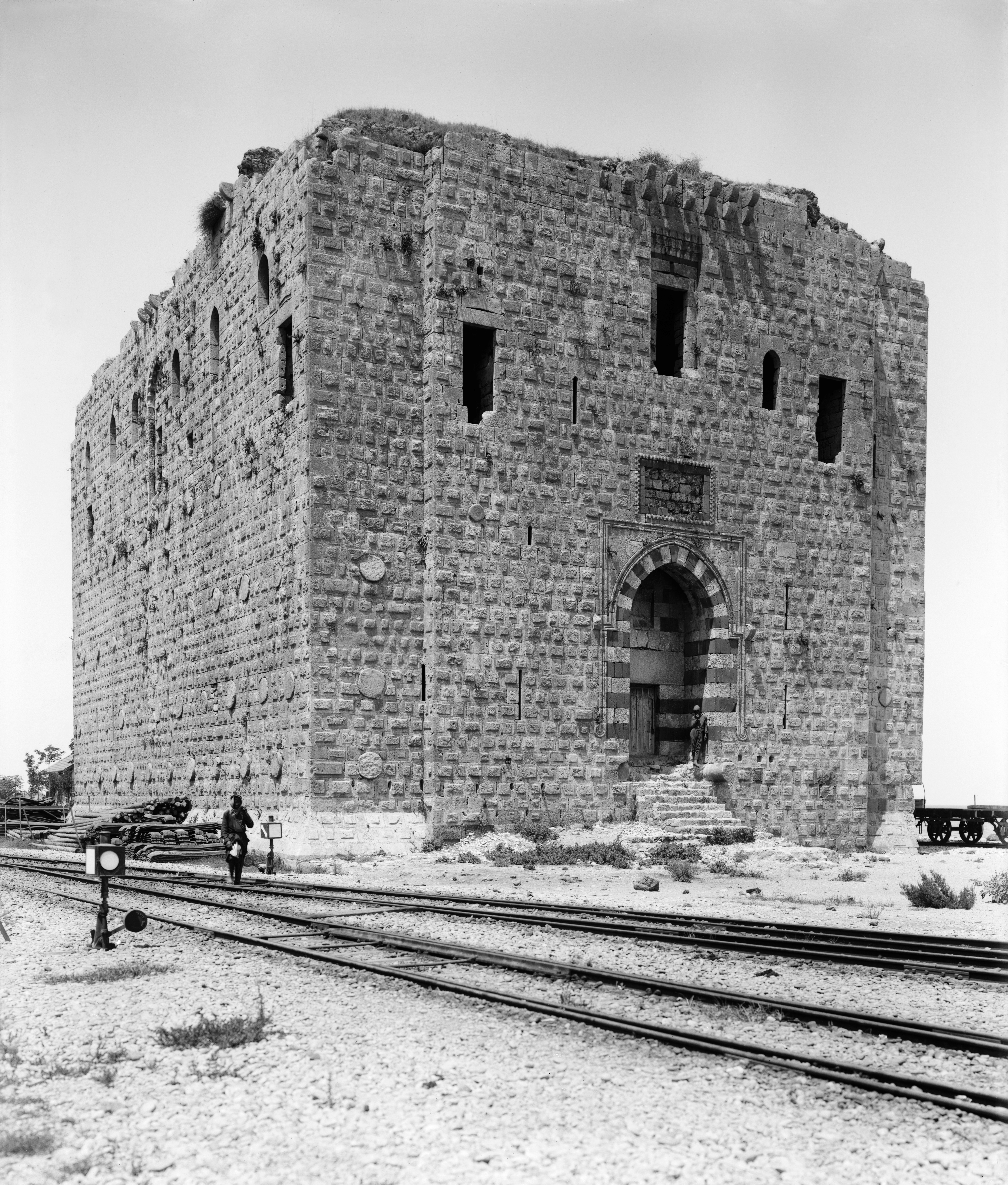
قلعة برج السباع، أوائل القرن العشرين.